# 黑水柳
黑水柳（学名：Salix heishuiensis）为杨柳科柳属的植物，是中国的特有植物。分布在中国大陆的四川等地，生长于海拔3,200米至4,100米的地区，目前尚未由人工引种栽培。